# Ongul Island
Ongul Island är en ö i Antarktis. Den ligger i havet utanför Östantarktis, i ett område som Norge gör anspråk på.